# Ritmo circalunare
Il ritmo circalunare è un ritmo biologico basato sulla Luna, indipendente dal ritmo circadiano. Regola il passaggio dalla forma prematura a quella matura permettendo il fenomeno dell'accoppiamento sincronizzato.
È stato scoperto nel 2013 da ricercatori dell'Università di Vienna  nel verme marino Platynereis dumerilii.